# Mylothris
Mylothris är ett släkte av fjärilar. Mylothris ingår i familjen vitfjärilar.

## Dottertaxa tillMylothris, i alfabetisk ordning[1]
- Mylothris agathina
- Mylothris alberici
- Mylothris alcuana
- Mylothris arabicus
- Mylothris asphodelus
- Mylothris atewa
- Mylothris basalis
- Mylothris bernice
- Mylothris carcassoni
- Mylothris celisi
- Mylothris chloris
- Mylothris citrina
- Mylothris continua
- Mylothris crawshayi
- Mylothris croceus
- Mylothris elodina
- Mylothris erlangeri
- Mylothris ertli
- Mylothris flaviana
- Mylothris hilara
- Mylothris humbloti
- Mylothris jacksoni
- Mylothris kiellandi
- Mylothris kilimensis
- Mylothris kiwuensis
- Mylothris leonora
- Mylothris mafuga
- Mylothris mavunda
- Mylothris mortoni
- Mylothris ngaziya
- Mylothris nubila
- Mylothris ochracea
- Mylothris ochrea
- Mylothris phileris
- Mylothris pluviata
- Mylothris polychroma
- Mylothris poppea
- Mylothris rembina
- Mylothris rhodope
- Mylothris ruandana
- Mylothris rubricosta
- Mylothris rueppellii
- Mylothris sagala
- Mylothris schoutedeni
- Mylothris schumanni
- Mylothris similis
- Mylothris sjoestedti
- Mylothris smithii
- Mylothris spica
- Mylothris splendens
- Mylothris sulphurea
- Mylothris superbus
- Mylothris talboti
- Mylothris trimenia
- Mylothris yulei